# Syndyas parvicellulata
Syndyas parvicellulata är en tvåvingeart som beskrevs av Mario Bezzi 1904. Syndyas parvicellulata ingår i släktet Syndyas och familjen puckeldansflugor. Inga underarter finns listade i Catalogue of Life.